# そり舌側面接近音
そり舌側面接近音（そりじた そくめん せっきんおん）は子音の種類の一つ。硬口蓋とそらせた舌で中央に閉鎖を作り、舌の両脇から空気を通すことによって生じる音。国際音声記号では[ɭ]と記述される。

## 特徴
- 気流の起こし手 - 肺臓からの呼気。
- 発声 - 声帯の振動を伴う有声音。
- 調音
  - 調音位置 - 持ち上げられた舌尖と歯茎後部によるそり舌音。
  - 調音方法
    - 口腔内の気流 - 舌の脇を気流が通る側面音。
    - 調音器官の接近度 - 摩擦が生じるほどではない狭めから生じる接近音。
    - 口蓋帆の位置 - 口蓋帆を持ち上げて鼻腔への通路を塞いだ口音。

## 言語例
インドの言語に広く存在している。以下の言語では音素として使われている。
- インド・ヨーロッパ語族インド語派に属する言語の多く：マラーティー語、グジャラート語など
  - マラーティー語 - ळ
  - グジャラート語 - ળ
  - シンハラ語 - ළ (ḷa)
  - パンジャーブ語 - ਲ਼ (グルムキー文字表記)
  - オリヤー語 - ଳ
  - パーリ語 - ḷ(ラテン文字表記)
- ドラヴィダ語族に属する言語の多く：タミル語、マラヤーラム語など。
  - タミル語 - ள (ḷa)
  - マラヤーラム語 - ള (ḷa)
  - テルグ語 - ళ (ḷa)
  - カンナダ語 - ಳ (ḷa)
- ウラル語族
  - ハンティ語 - ӆ

以下の言語では、同化によって生じる。
- スウェーデン語  sorl[ヘルプ/ファイル] [soːɭ]
- ノルウェー語
- 韓国語：パッチムのリウル(ㄹ)の音。